# Waverly-Gletscher
Der Waverly-Gletscher ist ein schmaler Gletscher an der Lassiter-Küste des Palmerlands im Süden der Antarktischen Halbinsel. Er fließt entlang der Südflanke des Mount Tricorn zum Wright Inlet.
Erste Luftaufnahmen entstanden im Dezember 1940 bei der United States Antarctic Service Expedition (1939–1941). Weitere Luftaufnahmen fertigten 1947 Teilnehmer der Ronne Antarctic Research Expedition (1947–1948) an. Der Expeditionsleiter Finn Ronne benannte den Gletscher nach der Ortschaft Waverly im US-Bundesstaat New York, Standort des Unternehmens Kasco Mills, das Ronnes Expedition 20 Tonnen Hundefutter zur Verfügung gestellt hatte.